# هانتر دوهان
هانتر دوهان (انگلیسی: Hunter Doohan؛ زادهٔ ۱۸ ژانویه ۱۹۹۴) بازیگر، نویسنده و کارگردان آمریکایی است. او بیشتر برای ایفای نقش در مجموعه‌های تلویزیونی عالیجناب (۲۰۲۰)، ونزدی (۲۰۲۲) و دردویل: تولد دوباره (۲۰۲۵) شناخته می‌شود.

## زندگی و حرفه
هانتر دوهان فرزند پیتر دوهان (۱۹۶۱–۲۰۱۷)، تنیس‌باز اهل استرالیا و انجی هارپر کارمایکل است. او دوران کودکی خود را در مناطق مختلف جنوب ایالات متحده گذراند، اما عمدتاً در فورت اسمیت، آرکانزاس بزرگ شد. علاقه‌مندی او به بازیگری از طریق برنامه‌های تئاتر دبیرستان و تئاترهای محلی شکل گرفت. پس از پایان دبیرستان، کارآموزی در شرکت بازیگری الیزابت بارنز کستینگ در لس آنجلس را آغاز کرد و سپس مدتی در مشاغل مختلف مانند سیاهی‌لشکر، گارسون و راهنمای تور استودیو یونیورسال مشغول به کار شد، در حالی که هم‌زمان به تحصیل بازیگری و شرکت در آزمون‌های بازیگری می‌پرداخت.
نخستین نقش‌آفرینی مهم او، ایفای نسخهٔ جوان‌تر شخصیت وارن کیو با بازی آرون پال در فصل نخست مجموعهٔ حقیقت گفته شود محصول اپل تی‌وی پلاس بود. در سال ۲۰۲۰، با ایفای نقش آدام دسیاتو در مجموعه حقوقی عالیجناب در نقش اصلی ظاهر شد. در سال ۲۰۲۲، نقش تایلر گالپین را در مجموعه ونزدی محصول نتفلیکس ایفا کرد.

## زندگی شخصی
هانتر دوهان خود را کوئیر می‌داند. او از ژوئن ۲۰۲۲ با تهیه‌کننده فیلدر جوئیت ازدواج کرده است. او یک برادر بزرگ‌تر دارد که مربی تنیس است.

## فیلم‌شناسی

### تلویزیون
| سال  | عنوان             | نقش          | یادداشت               |
| ---- | ----------------- | ------------ | --------------------- |
| ۲۰۱۵ | تواریخ قهوه‌خانه   | اوون         | قسمت: «طعمه زندان»    |
| ۲۰۱۵ | لیست مشتریان دیگر | مرد لیمونادی | قسمت: «بیانکا مسئول…» |
| ۲۰۱۸ | وست‌ورلد           | کنفدرادو     | قسمت: «فضیلت و ثروت»  |
| ۲۰۱۹ | تحصیل کرده        | مَت رایان     | قسمت: «مثل مایک باش»  |
| ۲۰۱۹ | حقیقت گفته شود    | وارِن نوجوان  | ۸ قسمت                |
| ۲۰۱۹ | چه می‌شود/اگر      | تایلر        | قسمت: «روح چیست»      |
| ۲۰۲۰ | عالیجناب          | آدام دسیاتو  | ۱۰ قسمت               |
| ۲۰۲۲ | ونزدی             | تایلر گلپین  | ۸ قسمت                |

### فیلم
| سال  | عنوان                    | نقش     | یادداشت |
| ---- | ------------------------ | ------- | ------- |
| ۲۰۱۸ | موج صوتی                 | بن بولز |         |
| ۲۰۱۹ | جایی که ما ناپدید می‌شویم | ایوان   |         |